# Флаг Бурунди
Флаг Буру́нди (рунди Ibendera ry'Uburundi, фр. Drapeau du Burundi) — один из государственных символов Бурунди. Современный флаг был принят 27 сентября 1982 года.

## Описание
Флаг Бурунди разделён белым андреевским крестом на четыре части: верхняя и нижняя части красного цвета, левая и правая ― зелёного. В центре флага расположен белый круг, на котором изображены три красные шестиконечные звезды в зелёной обводке, расположенные треугольником, где одна из звёзд находится над другими двумя.
Красный цвет на флаге обозначает кровь, пролитую во время борьбы страны за независимость, зелёный ― надежду и оптимизм, белый ― мир и непорочность. Изображение андреевского креста было возможно позаимствовано из символики Бельгии, которая, будучи частью Испанских Нидерландов, использовала на своём флаге бургундский крест, который также был распространённым геральдическим мотивом в XVII веке. Согласно официальной версии, три звезды обозначают три части национального девиза «Единство, труд, прогресс» (рунди Ubumwe, Ibikorwa, Iterambere, фр. Unité, Travail, Progrès), однако многие жители Бурунди интерпретируют звёзды как обозначение трёх основных народов страны ― тва, тутси и хуту ― либо как символ верности граждан богу, королю и стране.

## История

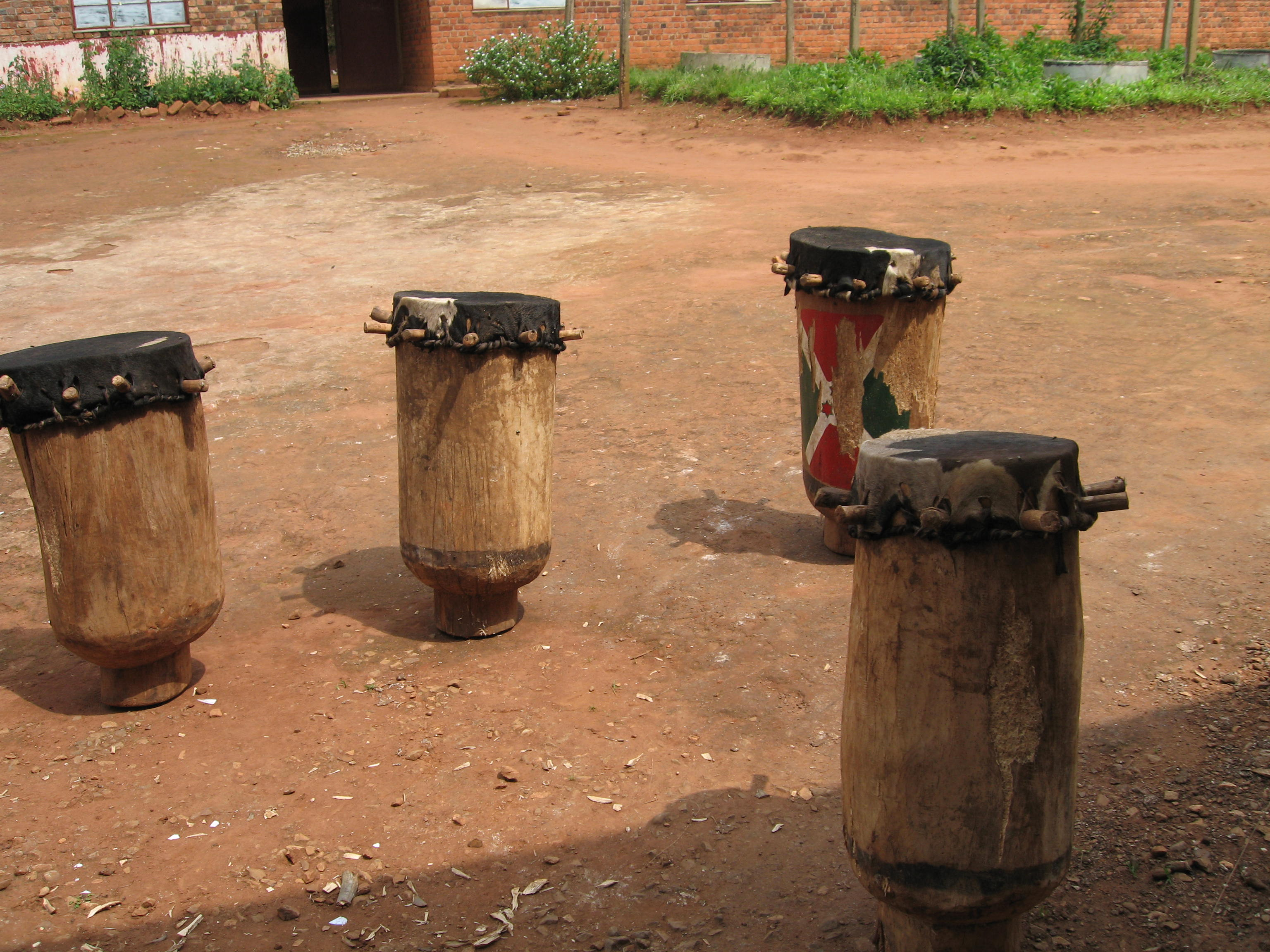
Барабаны кариенда

До приобретения Бурунди независимости в 1962 году национальным символом населения будущей страны был барабан кариенда, который также играл полубожественную роль в традиционных верованиях местного населения. Сообщения, полученные игрой на кариенде, мог толковать исключительно мвами (правитель), который также устанавливал нормы общественного поведения, основанные на этих сообщениях. В процессе получения страной независимости мвами Бурунди 30 марта 1962 утвердил флаг государства, на которым были изображены барабан кариенда и стебель представителя сорго (растения рода сорго являлись главными сельскохозяйственными культурами страны). Впервые этот флаг был поднят в день независимости Бурунди 1 марта 1962 года.
В ноябре 1966 года в Бурунди произошёл государственный переворот, вследствие которого с флага было удалено изображение кариенды. 28 июня 1967 года был принят новый флаг, на котором вместо кариенды и стебля сорго были изображены три звезды. 27 сентября 1982 года пропорции флага были изменены на 3:5.

Флаг Королевства Бурунди в 1962―1966 годах
Флаг Республики Бурунди в 1966―1967 годах
Флаг Республики Бурунди в 1967―1982 годах
Флаг Республики Бурунди с 1982 года